# Escitalopram
Escitalopram (como oxalato de escitalopram) é um dos mais recentes medicamentos antidepressivos da classe dos inibidores seletivos de recaptação de serotonina (ISRS). Foi desenvolvido pelos laboratórios H. Lundbeck e Forest Laboratories. É o enantiômero (S) do citalopram. Trata-se de um dos antidepressivos mais prescritos no mundo.

## Indicações
Este fármaco é indicado para o tratamento e prevenção de recaídas ou recorrência da depressão, transtorno do pânico, com ou sem agorafobia, transtorno de ansiedade generalizada (TAG), transtorno obsessivo-compulsivo (TOC) e fobia social. Geralmente, a dosagem recomendada é de 5 mg a 20 mg ao dia.

## História
O escitalopram foi desenvolvido em um curto espaço de tempo de 3 anos e meio pela empresa farmacêutica dinamarquesa H. Lundbeck.  Em comparação, o processo de desenvolvimento de novos medicamentos normalmente leva de 5 a 6 anos.  O oxalato de escitalopram foi desenvolvido pelo isolamento do enantiômero (S) do Citalopram, que se trata de uma mistura racêmica dos enantiômeros (S)-Citalopram e (R)-Citalopram.
Em 1997, a H. Lundbeck S / A e a Forest laboratóries decidiram desenvolver o escitalopram para o tratamento da Depressão.  Dois anos depois, em agosto de 1999, os primeiros pacientes participaram dos estudos clínicos que fornecem a documentação clínica para autorização de comercialização.  Os principais estudos clínicos de fase III já estavam concluídos em junho de 2000 e os primeiros resultados clínicos foram apresentados publicamente em dezembro de 2000.
Em dezembro de 2001, a Lundbeck recebeu aprovação sueca para o tratamento da depressão e transtorno do pânico, e em janeiro de 2002, o produto foi aprovado na Suíça para o tratamento da depressão. Em Maio de 2002, foi aprovado na Bélgica, na Dinamarca, no Reino Unido, na França, na Islândia, em Luxemburgo, na Noruega e na Áustria, em resultado do procedimento europeu de reconhecimento mútuo.
Nos EUA, Forest apresentou um NDA em março de 2001 e em janeiro de 2002, Forest recebeu uma carta de aprovação do FDA para o escitalopram.  Em março de 2002, a Lundbeck começou a fornecer escitalopram para a Forest.  A FDA emitiu a aprovação do escitalopram para depressão grave em agosto de 2002 e para o transtorno de ansiedade generalizada em dezembro de 2003.
Em 14 de março de 2012, a Teva Pharmaceutical Industries obteve aprovação da FDA dos EUA para os primeiros comprimidos genéricos de Lexapro (marca do escitalopram).

## Nome Comercial
- Cipralex - Lundbeck
- Lexapro - Lundbeck (Medicamento referência - original)
- Exodus - Aché
- Espran - Torrent
- Scitalax - Ranbaxi
- Reconter - Libbs
- Sedopan - Aspen Pharma
- Escilex- EMS Sigma Pharma
- Esc - Eurofarma
- Remis - Momenta
- Oxalato de Escitalopram - Medley & EMS
- Eudok - União Química
- Eficentus - Medley Indústria Famarcêutica

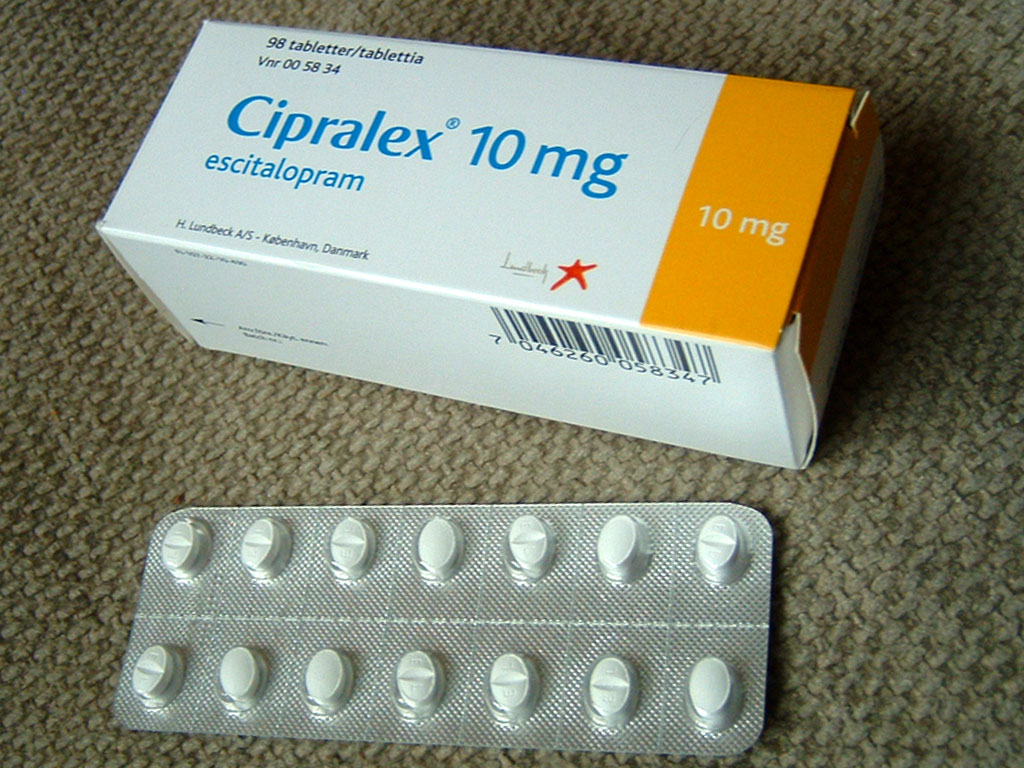
Cipralex

## Apresentação
Caixas com 30 ou 60 comprimidos de 10 mg, 15mg e 20 mg.
Gotas - frasco com 15mL e 30mL - concentração de 10 mg/ml ou 20mg/mL.